# 독일 농민전쟁
독일농민전쟁(獨逸農民戰爭, 영어: German Peasants' War 독일어: Deutscher Bauernkrieg 도이처 바우에른크리그[*])은 1524년에서 1525년까지 중앙유럽의 독일어권 지역을 준동시킨 민란이다. 30만 명의 농민들이 봉기했으나, 빈약한 무장상태 및 귀족들의 강경한 진압으로 인해 10만여 명이 학살당한 농민군의 패배로 끝났다. 생존자들에게는 벌금이 부과되었고, 그들이 추구했던 목표들은 거의 달성되지 않았다. 보다 과거의 분트슈 운동이나 후스 전쟁처럼, 독일농민전쟁은 급진적 성직자(주로 재세례파)들의 지지와 지도를 받은 농민들의 경제적이면서 동시에 종교적인 반란의 성격을 가졌다. 독일농민전쟁은 1789년 프랑스 혁명 이전까지 유럽에서 가장 거대하고 넓게 일어난 민중봉기였다. 전쟁은 1525년 중반에 최고조였다.
독일농민전쟁은 오늘날의 독일연방공화국 서남부 및 알자스 지역에서 산발적으로 시작된 민란들로 시작되어, 이후 독일 중부와 동부, 오늘날의 오스트리아까지 확산되었다. 독일에서의 봉기가 진압된 뒤에도 스위스의 몇몇 칸톤에서 잠시 봉기가 불타올랐다.
농민들은 민란을 일으킨 직후부터 극복할 수 없는 장애물에 직면해 있었다. 그들은 민주적 성격으로 인해 권위를 가진 일부를 제외하면 다들 평등했기 때문에 지휘 구조를 갖출 수 없었고, 포병대와 기병대도 부족했다. 그들은 다른 농민병들과 비교하면 우수한 장비를 가졌으나 귀족 군대와 비교해서는 군사적 경험도 없고 장비의 질도 떨어져서 일부 정예를 제외하면 본격적으로 무장한 귀족 군대를 살상할 수 없었다. 반면 그들이 맞서야 했던 귀족들은 숙련된 군사지도자들이었으며, 장비와 규율을 갖춘 군대와 충분한 자금을 가지고 있어서 대부분 전투보다 학살에 가까운 싸움을 했다. 이 전쟁으로 대략 농민 10만 명이 죽었으나 끝난 후에도 더 많은 사람들이 농지 파괴와 같은 귀족들의 공격과 무관심 아래에 기아 등으로 죽어갔다.
독일농민전쟁은 종교개혁의 일부 원칙과 수사를 내포해 농민들의 영향력과 자유를 추구했다. 급진파 종교개혁가들과 재세례파가 민란을 선동하고 또한 지지했으며, 그들 중 토마스 뮌처가 가장 유명하다. 이와 대조적으로 종교개혁의 우두머리인 마르틴 루터를 비롯한 종교개혁가들은 이 농민군을 "도둑놈들"이라고 비난하고 귀족의 편을 들었다. 루터는 악마의 소행을 저지르는 농민들은 미친 개와 같다며, 귀족들에게 그들을 진압할 것을 요구했다. 역사학자들은 독일농민전쟁의 경제적 측면에 대해 다양한 해석을 내놓아 왔고, 독일농민전쟁의 원인과 성격에 대해서는 아직도 사회사학자 및 문화사학자들 사이에 이견이 갈린다.

## 배경
16세기 당시 유럽의 많은 지역들은 신성로마제국과의 정치적 연결을 공유했다. 당시의 신성로마제국은 신성로마황제가 자신의 직할령 바깥에서는 거의 권위를 가지지 못하는 분권적 정체였다. 독일농민전쟁 시점에서 신성로마황제는 에스파냐 국왕이기도 했던 카를 5세(에스파냐 국왕으로서 카를로스 1세)로, 그는 1519년 황제로 선출되었다. 제국이라는 틀 안에서 거의 독립적인 수백 개의 세속 및 성직 영토들을 다스리는 귀족 왕조들이 있었고, 또한 반독립적인 도시국가가 수십 개 있었다. 이 지방 왕조를 다스리는 공후들은 로마 천주교회에 종교세를 납부했는데, 그들은 종교개혁의 시국에서 로마교회를 버리고 자기들이 지배하는 독일교회를 설립함으로써 경제적 이득을 취하려 했다. 대부분의 독일 공후들이 “독일교회를 위한 독일 돈”이라는 민족주의적 구호를 내세우며 로마교회와 결별했다.

### 로마민법
공후들은 대개 세금을 인상하고 로마민법을 도입함으로써 자기 영지의 자유농민들을 농노로 전락시키려 했다. 로마민법은 모든 토지를 개인의 소유로 하고, 토지를 둘러싼 영주와 영민 간의 봉건적 신뢰와 의무의 개념을 없앴기 때문에, 자신들의 권력을 공고히 하려는 공후들에게 유리했다. 그들은 고대의 법의 잔재를 끌고와 모든 토지와 세수를 자신들의 사유물로 삼음으로써, 공후들은 제국에서의 부와 지위를 높일 뿐 아니라 자기 영지의 농민들에 대한 지배력을 증진시켰다.
기사들의 난(1522년-1523년) 당시 반란을 일으킨 "기사"들은 서독일 라인란트의 소지주들이었다. 반란기사들은 종교개혁의 맥락에서 종교적인 수사를 동원했다. 하지만 기사들의 난의 근본적 성격은 종교적이지 않았고 경제적인 것이었다. 그것은 본질적으로 보수적이었고, 봉건적 질서를 보존하고자 했다. 기사들은 자신들의 존재를 옥죄어오는 새로운 돈의 질서에 맞서 저항했던 것이다.

### 루터와 뮌처
독일 종교개혁의 우두머리 마르틴 루터는 농민전쟁 초기에 농민들에게 부과되는 부당함과 농민들의 무분별한 폭력을 모두 비판하는 양비론적 중도 입장을 취했다. 또한 그는 공후들의 경제중앙집권화와 도시화를 지지하는 경향이 있었다. 이런 경향은 하급귀족 소지주들을 소외시키는 한편 도시민들과 이해를 공유했다. 루터는 지상에서의 제1의무는 일이며, 농민들의 일은 농장노동이고 지배계급의 일은 평화를 유지하는 것이라고 주장했다. 그는 농민들이 악에 저항해 민란을 일으킴으로써 평화를 깨뜨린 것이 더 큰 악이라고 생각했기 때문에 농민전쟁을 지지할 수 없었다. 민란이 최고조에 달한 1525년 루터의 입장은 완전히 민란을 진압하는 공후들(그들 중에는 천주교 성직제후들도 있었다)의 편으로 기울었다. 루터는 농민들의 약탈을 막기 위해 귀족들이 농민들을 신속하고 난폭하게 씨를 말려야 한다고 독려했으며, 농민들을 광견병에 걸린 개에 비유했다. 농민전쟁이 진압된 후에도 루터는 지배계급의 폭력을 지지하는 글을 써서 비판을 받았다. 루터는 카스파어 뮐러에게 모낸 공개 서한에서 자신의 입장을 옹호했는데, 과거에 자신이 했던 말은 생각하지 않고 귀족들의 진압이 너무 가혹했다고 면피했다. 왔다갔다하는 입장 때문에 루터는 매우 혹독한 비판을 받았다.
토마스 뮌처는 정치적 법적 권리를 포함한 농민들의 요구를 지지한 가장 두드러진 급진파 종교개혁가였다. 뮌처 신학은 사회적 격변기에 떠오른 광범위한 종교적 회의를 배경으로 전개되었고, 농민들의 정치사회적 요구와 융합된 신세계 질서에 대한 요구를 배경으로 발전되었다. 1524년 연말과 1525년 연초에 뮌처는 농민군이 집결하고 있는 서남독일을 돌아다녔다. 이 때 뮌처는 농민군 지도자들과 접촉했을 것이다. 또한 뮌처는 농민군의 요구사항 형성에 영향을 미쳤을 것으로 추정되고 있다. 그가 클레트가우 지역에서 몇 주를 보내면서 농민들이 불만을 표현하는 것을 도왔다는 증거가 있다. 상슈바벤 서약동맹의 유명한 12개조 정강은 뮌처가 작성한 것은 아니지만, 농민전쟁을 지지한 다른 중요 문건인 Constitutional Draft는 뮌처에게서 유래한 것으로 추측된다. 1525년 초, 작센과 튀링겐으로 돌아온 뮌처는 거기서 여러 농민군의 조직을 도왔고, 1525년 5월 15일 벌어진 불운한 프랑켄하우젠 전투(Battle of Frankenhausen)에서는 몸소 농민군을 이끌었다. 독일농민전쟁에서의 뮌처의 역할은 상당한 논란의 대상이 되어왔는데, 일각에서는 그가 전혀 영향력이 없었다고 주장하고, 다른 일각에서는 그가 봉기의 유일한 영적 지도자였다고 한다. 1524년 이전까지의 뮌처의 저술을 살펴보면, 뮌처가 사회변혁의 길을 걷는 것은 결코 불가피하게 예정된 것은 아니었다. 그러나 뮌처의 사상이 1525년 농민들의 열망과 일치했던 것은 그 신학적 토대 위에서 가능했다. 뮌처는 농민들의 봉기를 종말이 가까웠다는 징조로 보았고, “불신자들에 맞선 신의 종복”으로서 농민군의 지도자 자리를 받아들였다. 그는 귀족들에게 자비를 베풀지 말라고 농민들을 선동하기도 했다. 그러나 결과는 그 반대로 돌아왔고 귀족들의 주장에 의하면 프랑켄하우젠 전투에서 농민들 7,000명 이상이 죽는 동안 귀족의 군대는 고작 6명이 죽었다.
루터와 뮌처는 모든 수단을 동원해 서로의 사상과 행동을 공격했다. 루터는 12개조 정강으로 정리된 온건한 요구마저 자신은 반대한다고 선언했다. 루터는 농민군이 패배하기 사직한 1525년 5월 「살인마 도둑떼 농민들에 맞서」라는 논고를 발표했다.

### 16세기 신성로마제국의 사회계급
급격한 사회변화의 시대에, 신성로마제국의 계급적 이해관계는 영지 근대화를 추구한 대귀족 공후들이 성직자 및 시민과 연합하여 소귀족과 농민들을 핍박한 것으로 정리될 수 있다.
공후들(Fürst)은 자기 영지에서 자기 이외의 어떠한 권위도 용납하지 않고 왕처럼 군림할 수 있는 존재였다. 공후들은 세금을 부과하고 돈을 빌릴 수 있는 권리가 있었다. 시대의 변화에 발맞추기 위한 영지 근대화는 행정 및 군사 비용의 증가를 야기했고, 공후들은 자기 봉신들을 더욱 쥐어짜게 되었다. 공후들은 도시와 영지에서의 권력을 자신에게 집중시키는 중앙집권을 꾀했다. 따라서 공후들의 경제적 근대화는 공후에게 영지를 강탈당한 하급귀족의 몰락을 동반하는 경향이 있었다. 이는 라인란트에서의 기사들의 난(1522년-1523년)의 원인이 되었다. 기사들의 난은 “공통의 위험에 맞서 협력한 천주교 공후들과 루터교 공후들에게 진압되었다.” 한편, 유산시민 같은 다른 계급들은 경제의 중집화와 하급귀족들의 몰락으로 인한 무역자유화로 이득을 얻었기에, 공후들은 이 문제에 있어서 시민들과 연합할 수 있었다.
한편, 하급귀족인 기사들은 중세 말기의 군사기술 혁신으로 인해 그 쓸모가 도태되기 시작했다. 군사학의 도입과 화약 및 보병의 중요성이 높아지면서, 중기병과 성관의 중요성은 줄어들었다. 가격혁명으로 인해 물가가 치솟는 가운데 그래도 귀족이라고 사치스러운 생활을 계속한 그들은 미약한 수입마저 완전히 말라 버렸다. 그러자 하급귀족들은 영지에서 수입을 뽑아내기 위해 낡은 권리들을 행사했다. 북독일에서는 이미 하급귀족들이 세속공후 또는 성직공후에게 종속되어 있었고, 따라서 농노들에 대한 하급귀족의 지배는 제한적이었다. 그러나 남독일에서는 아직 기사들의 권력이 조금 남아 있었기에, 남독일 하급귀족들은 농민을 쥐어짤 수 있었다. 하급귀족들의 농민에 대한 가혹한 처사가 독일농민전쟁의 뇌관 역할을 했으며, 남쪽에서 전쟁이 시작된 이유가 이와 같다. 기사들은 사회적 지위와 수입이 떨어지고, 공후들의 간섭이 커지면서 분개하게 되었고, 대귀족과 하급귀족들은 끊임없는 갈등을 겪게 되었다. 또한 기사들은 성직자들의 특권과 부를 부러워하면서 그들을 교만하고 불필요한 존재로 여겼다. 또한 기사들은 도시귀족들에게 빚을 졌기 때문에, 그들과의 관계도 경색되었다. 독일의 다른 계급들과 비교했을 때, 16세기의 사회격변을 가장 싫어한 것이 이들 하급귀족들이라 할 수 있다. 그래도 세금을 내지 않는 귀족이었기에, 많은 경우 하급귀족들은 농민전쟁에서 자기가 모시는 공후의 편을 들었다.
성직자들은 이 시대의 지식인들이었다. 성직자들은 글을 알았을 뿐 아니라, 중세에는 대부분의 서적이 성직자들에 의해 제작되었다. 어떤 성직자들은 귀족과 부자의 지지를 받았고, 어떤 성직자들은 대중들에게 호소했다. 그러나 16세기의 성직자들은 그전까지의 압도적 지적 권위를 잃기 시작했다. 엥겔스는 인쇄의 발전과 상업의 확대, 르네상스 인문주의의 확산으로 문해율이 높아졌고, 천주교회의 고등교육 독점이 약화되었다고 주장했다. 그러나 16세기 인문주의는 19세기 인문주의와 달리 여전히 종교적인 성격을 가지고 있었고, 16세기 인문주의자들은 여전히 교회학교 출신이었다. 시간이 지남에 따라 천주교회의 제도들은 부패에 빠져들었다. 성직매매, 성직겸임이 만연했다. 일부 주교, 대주교, 수도원장, 소수도원장들은 세속공후들만큼 무자비하게 봉신들을 착취했다. 또한 면죄부 판매와 더불어 기도원을 세우고 백성들에게 직접 세금을 부과했다. 교회의 부패에 대한 분노가 커지면서, 1517년 마르틴 루터가 95개조 반박문을 비텐베르크 교회 대문에 게시함으로써, 다른 개혁가들이 교회의 교리와 조직을 근본적으로 재고하게 만들었다. 루터를 반대하는 성직자들은 귀족 출신 성직자인 경향이 있었으며, 그들은 로마교회와의 단절을 포함한 모든 변화에 반대했다. 한편 가난한 성직자, 편력설교자들은 교회에서 지위가 그리 높지 않았고, 종교개혁에 동참할 가능성이 높았다. 그리고 그들 중 일부는 루터의 교회 평준화 사상을 사회 전반의 평등사상으로 확대시키려 했다.
도시귀족들(patricians)은 도시의 참사회를 장악하고 모든 행정을 자기 가문이 틀어쥔 부자 가문들로 구성되었다. 도시들은 대부분 면세의 특권을 가지고 있었기 때문에, 그만큼의 세금이 농민들에게 부과되었다. 길드가 성장하고 도시 인구가 증가하면서, 도시귀족들은 증가하는 반대에 직면했다. 그들은 공후들과 마찬가지로 가능한 모든 수단을 동원해 농민들로부터 뜯는 수입을 확보하려 노력했다. 도로, 교량, 관문에 마음대로 통행세를 설치했고, 공유지를 사유화해서 농민들이 거기서 낚시나 벌채를 하는 것을 불법화했다. 길드세도 만들어졌다. 이렇게 징수된 모든 수입은 절대 공식적인 행정을 거치지 않았고, 도시 회계장부는 방치되었다. 이리하여 횡령과 사기가 일상화되었고, 가문의 혈연으로 유착한 도시귀족들은 더욱 부유하고 강력해졌다.
유산시민(burgher) 계급은 길드에 자리를 가지고 있거나 무역상으로 일하여 어느 정도 먹고사는 중산층 도시민들로 구성된 계급으로, 도시귀족들에 대한 비난의 목소리를 높여갔다. 그들은 도시귀족이 장악한 시참사회에 유산시민의 의석을 내놓거나, 최소한 성직매매를 금지시키라고 요구했다. 유산시민들은 성직자들과도 사이가 나빴는데, 그들은 성직자들이 자신들의 영역을 침해하며 또한 성직의 원칙을 지키지 않는다고 생각했다. 그들은 면세를 비롯한 성직자들의 특권을 철폐하고 성직자의 머릿수 자체를 줄여야 한다고 요구했다. 유산시민들의 우두머리격인 장인 또는 길드장은 생산수단인 공방과 연장을 모두 자기 것으로 소유하고, 그것을 사용해 작업을 할 도제들을 부렸으며, 작업에 필요한 원자재를 조달할 수 있었다. 엥겔스는 『공상적 사회주의와 과학적 사회주의』 영어판(1892년) 서문에서 “교회에 대한 루터의 반란에 가장 먼저 응답한 두 가지 정치적 봉기가 있었다. 첫째는 1523년 프란츠 폰 시킹겐이 이끈 하급귀족의 봉기였고, 그 다음이 1525년의 위대한 농민전쟁이었다. 두 봉기는 모두 진압되었는데, 그 이유는 주로 투쟁에 있어서 가장 큰 이해가 걸린 세력, 즉 도시 유산시민의 우유부단함 때문이었다.”라고 썼다.
평민(Plebeians)들은 중세 말기에 새로 나타난 계급으로, 도시의 임노동자, 직인, 행상들로 구성되었다. 유산시민이 몰락하면 이 계급으로 떨어졌다. 직인들의 경우 장인 후보이기 때문에 잠재적 유산시민이라 할 수 있지만, 대부분의 직인들은 길드를 운영하는 부유한 가문들에 의해 고위직에서 배제되었다. 따라서 시민으로서의 권리가 결여된 그들의 “임시적인” 지위는 영구적인 지위가 되는 경향이 있었다. 평민들은 재산을 가지고 있지 않다는 점에서 몰락유산시민이나 농민과 신세가 같았다.
마지막으로 농민(peasantry)들은 중과세의 대상이 되며 사회의 최하층을 계속 차지했다. 특히 16세기가 되면 농민들은 공유지를 박탈당하면서 중세에 관습적으로 누려온 사냥, 낚시, 벌채의 자유를 상실했다. 사냥의 권리가 없었기 때문에 농민들은 야생동물이 자신의 작물을 망치거나, 사냥놀음을 하는 귀족이 밭을 가로질러 말을 달려 작물을 짓밟을 때도 지켜보기만 할 뿐 아무것도 할 수 없었다. 농민은 결혼을 할 때도 영주의 허락이 필요했을 뿐 아니라 결혼세를 내야 했다. 농민이 죽으면 영주는 죽은 농민이 가졌던 가장 좋은 소, 가장 좋은 옷, 가장 좋은 연장을 가질 권리가 있었다. 성직자나 유산시민, 도시귀족들이 재판관을 맡는 사법제도는 농민들에게 아무런 도움이 되지 못했다. 그러나 그전까지의 민란은 지역적 단위로 국한되었는데, 오랜 세대 동안 겪어온 농노제의 영향, 그리고 각 영지들의 반독립적 자치성 때문이었다.

### 군사조직

#### 슈바벤 동맹

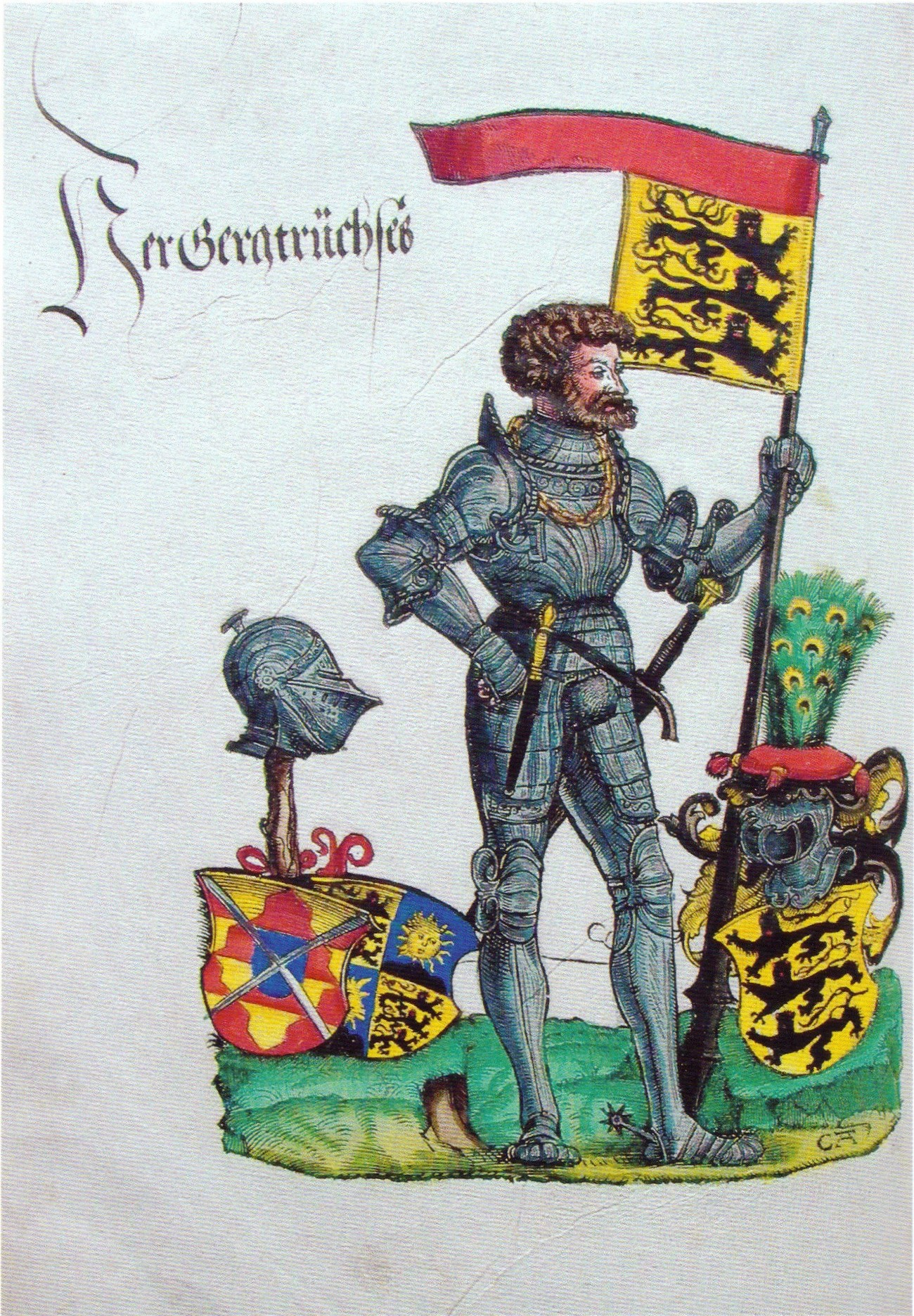
농민고문자 게오르크 폰 발트부르크.

슈바벤 동맹의 본부는 울름에 있었고, 동맹의 전쟁평의회에서 지휘권과 가맹 영방이 각자 동원할 병력의 수를 결정했다. 동맹에 가맹한 영방국가들은 각자 여력에 따라 특정한 숫자의 승마기사와 도보병사를 동원했는데, 이렇게 동원된 병력을 파견군(contingent)이라 했고, 파견군들을 보태서 동맹군을 형성했다. 예컨대 아우크스부르크 주교는 반 개 중대에 해당하는 기병 10기와 보병 62명의 파견군을 보탰다. 민란이 시작된 초기에 슈바벤 동맹의 영방들은 병력 모집에 어려움을 겪었는데, 인구 대부분이 농민이었기 때문에 병사로 동원된 농민들이 반란군에 가담할 것을 우려했기 때문이었다. 또한 민란 지역이 확대되면서 영방의 공후들은 각자 영지에서 반란군과 싸우기 바빠서 동맹에 파견군을 보태기 어려웠다. 또한 귀족들이 동맹에 병력을 보탤 의무가 있는 동시에 자기 상전인 공후에게도 충성할 의무가 있었던 것도 중요한 문제였다. 이런 문제점들 때문에 병력 운용에 혼선이 발생함으로써 진압군 측이 충분히 많은 병력을 집결시킬 수 없었던 것이 민란이 초기에 진압되지 않고 들불같이 확산된 한 원인이었다.
도보병사들은 대부분 란츠크네히트에서 동원되었다. 란츠크네히트는 용병 집단들로, 대개 월급 4 길더를 받았고 연대(haufen)와 중대(fähnlein)들로 조직화되어 다른 병력들과 구분되었다. 1개 중대의 병력은 120-300 명이었고, 각 중대는 다시 10-12명의 분대(rotte)들로 구성되었다. 란츠크네히트는 의복과 무장, 식량을 스스로 조달했으며, 그들에게 재생산노동을 제공하는 제빵사, 세탁부, 창녀, 매점상 등 잡다한 직종으로 구성된 무리를 함께 끌고 다녔다. 이런 수행집단(tross)이 전투병력보다 더 수가 많을 때도 있었고, 그들 역시 나름의 규율로 조직화되었다. 란츠크네히트들은 용병대마다 제각기 다른 구조를 가지고 있었는데, 그 구조를 게마인(gemein)이라 했다. 게마인에는 지도자격인 슐타이스(Schultheiss)와 기강 유지 장교인 프로포슈트(provost)가 있었다. 독일농민전쟁에서 란츠크네히트가 동원된 것은 귀족이 전쟁을 담당하는 전통적인 책임 내지 역할이 용병을 돈을 주고 사는 것으로 바뀌는 전환기를 반영하는 것이며, 이는 16세기에 걸쳐 아주 흔한 현상이었다.
동맹군의 주력인 기병대는 여전히 귀족 기사들이었다. 슈바벤 동맹은 중기병과 경기병을 모두 가지고 있었는데, 경기병인 렌파흐네(rennfahne)가 전위대 역할을 했다. 렌파흐네는 보통 가난한 기사나 몰락귀족의 차남 또는 삼남 출신이었다. 장남만 부친의 지위를 상속받을 수 있었기 때문에, 이런 하급귀족 또는 몰락귀족의 차남-삼남들은 시골을 돌아다니며 일거리를 찾거나 또는 노상강도로 돌변하곤 했다.
동맹군을 지휘한 사령관은 게오르크 3세 폰 발트부르크차일이었다. 그는 농민전쟁을 진압하면서 보여준 잔혹한 행적으로 "농민고문자(Bauernjörg)", "농민 잡는 채찍(Scourge of the Peasants)"이라는 별명을 얻었다. 발트제 출신인 게오르크 3세는 요한 2세 폰 발트부르크볼페크와 헬레나 폰 호엔촐레른의 아들로, 1509년 아폴로니아 폰 발트부르크조넨베르크와 결혼했고, 이후 마리아 폰 외팅겐과 재혼했다.

#### 농민군

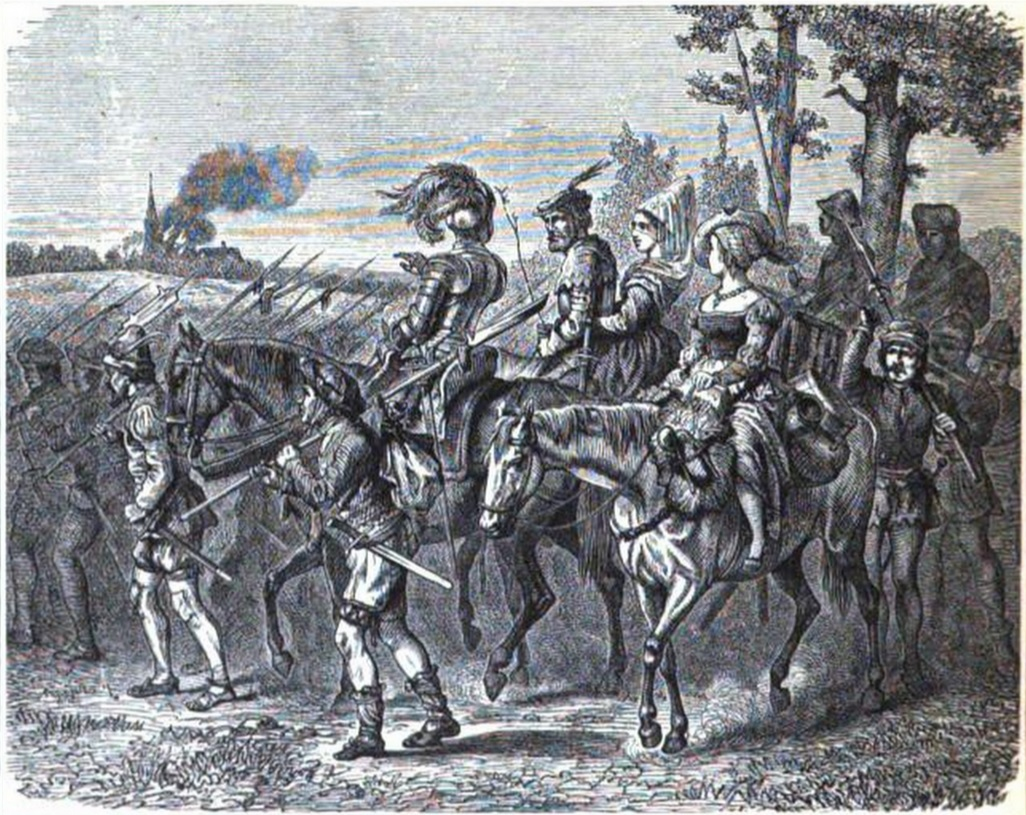
독일농민전쟁 당시 유랑하는 반란군.

농민군은 란츠크네히트와 비슷하게 연대(haufen) 단위로 조직되었고, 각 연대는 하연대(unterhaufen) 또는 중대(fähnlein), 분대(rotten)라는 하위 집단들로 구성되었다. 란츠크네히트 용병들이 다양한 지역의 출신자들로 구성된 것과 달리, 농민군은 각 지역별로 나뉘어 조직되었고, 그래서 농민군의 연대의 규모는 해당 지역에서 민란에 참여한 사람의 수효에 따라 제각각이었다. 어떤 연대의 수는 4000 여명이었고, 프랑켄하우젠 같은 곳에서는 8,000 명이나 모였다. 차베른 전투에 참여한 농민군의 수효는 1만 8,000 명에 이르렀다.
연대를 구성하는 중대들의 병력은 대개 500 명이었고, 다시 10-15명 병력의 소대들로 나뉘었다. 농민군은 란츠크네히트와 비슷하게, 대령격인 최상급야전대장(Oberster feldhauptmann), 위관(leutinger) 등의 직함을 사용했다. 각 중대는 대위가 지휘했고, 중대마다 소위격인 기수(fähnrich)가 있어서 중대기를 들었다. 또한 중대마다 부사관(feldweibel)과 분대장(rottmeister)들이 있었다. 이런 장교들은 대개 선출되었고, 특히 최상급야전대장과 위관은 거의 선출로 뽑혔다.
농민군은 링(ring)이라는 기구로 행정을 꾸렸는데, 농민들이 원형으로 모여 앉아 전술, 기동, 동맹, 노획물 분배를 논의했다. 링은 의사결정기구였다. 이렇게 민주적인 구조를 가지는 동시에, 최상급야전대장과 슐타이스를 정점으로 하는 위계질서도 있었다. 슐타이스는 란츠크네히트들처럼 질서와 기강을 유지하는 역할을 했다. 그 밖에 농민군의 계급 겸 보직으로는 위관, 중대장(대위), 기수(소위), 포술장(master gunner), 수레요새장(wagon-fort master), 훈련장(train master), 경계장(watch-masters) 4인, 전투시 대오를 유지하는 선임부사관(sergeant-majors) 4인, 각 중대별 부사관 1인, 병참장(quartermaster) 2인, 장제사(farriers), 말병참장(quartermasters for the horses), 연락장교, 노획장(pillage master) 등이 있었다.
농민들은 야전에서 사용할 수 있는 유용한 전술적 자원들을 가지고 있었는데, 특히 15세기 후스 전쟁의 유산이었던 수레요새를 효과적으로 사용했다. 사슬로 묶어 원형으로 연결한 수레들을 적절한 방어위치에 배치하고, 그 중앙에 기병과 사역동물들을 넣어 보호했다. 수레들의 고리 바깥쪽에 참호를 파고, 목재로 수레들 사이와 수레 아래의 틈을 막았다. 후스 전쟁 때는 가운데 흙을 도담하게 쌓아 포병을 거기 배치해서 아군의 요새선 너머로 곡사할 수 있게 했었다. 수레요새는 빠르게 세우고 또 빠르게 해체할 수 있었기 때문에 신속한 기동이 가능했다. 하지만 제대로 작동하려면 적당히 크고 평탄한 대지가 있어야 했고, 완벽한 방어선은 못 된다는 약점이 있었다. 수레요새가 사용된 초창기는 총포의 사정거리와 위력이 증가한 시기이기도 했다.
농민들은 돌아가면서 농민군에 참여했는데, 대개 1주일에 4일을 복무했다. 나머지 시간에는 고향에 돌아갔다. 농민군에 참여한 사람들의 일은 고향의 다른 사람들이 나누어 맡았는데, 때로 그 일은 농민군의 적을 이롭게 하는 것이기도 했다. 예컨대 잘츠부르크 대주교후국에서 농민들의 부역으로 채취된 은은 대주교가 란츠크네히트를 고용해 슈바벤 동맹의 파견군으로 보태는 데 사용되었다.
그러나 농민군은 슈바벤 동맹과 비교해 기병 전력이 절대적으로 빈약했다. 말이 적었고, 마갑은 거의 없었다. 농민군의 기병은 전투병력보다는 수색대로 사용된 것으로 보인다. 기병대의 부재는 측면 방어의 취약함을 의미했고, 취약한 측면을 란츠크네히트 방진이 뚫고 들어오는 것은 농민전쟁 내내 농민군 측의 전술적 전략적 문제로 상존했다.

## 원인
독일농민전쟁의 성격과 원인에 관해서는 아직도 합의된 정설이 존재하지 않는다. 루터를 중심으로 발생한 종교문제에서 비롯된 것인지, 그나마 좀 부유했던 농민들이 사회변화로 인해 자신들의 부와 권리가 유출되는 것을 보고 그 권리를 사회의 법적, 사회적, 종교적 직조 속에 확고히 하려 시도한 것인지, 또는 농민들이 중앙집권화된 국민국가가 출현하는 근대화의 흐름에 거스르고자 했던 것인지 제설이 있다.

### 권리침해설
수십 년간 누적되어 온 농업경제적 동역학으로 인한 특이한 권력 동역학이 원인이 되었다는 설이다. 흑사병이 휩쓸고 간 14세기 하반기 이래로 노동력 부족으로 인해 농민들은 자신들의 노동을 더 높은 가격에 팔 수 있게 되었고, 또한 식량과 상품의 품귀현상으로 농작물 자체의 값도 더 비싸게 팔 수 있게 되었다. 그 결과 일부 농민들, 특히 작으나마 자기 땅을 가진 농민들은 상당한 경제적, 사회적, 법적 혜택을 누릴 수 있게 되었다. 이런 상황에서 농민들이 새로운 권리를 추구하기보다는, 이미 새로 갖게 된 권리들을 보호하는 데 더 관심이 있었다는 설이다.

### 농노제설
농민들이 농노의 신세에서 벗어나는 해방을 추구했다는 설이다. 뮐하우젠에서 백작부인이 달팽이 껍데기를 모아 오라고 명령한 것을 농민들이 거부하면서 민란의 불씨가 타올랐다는 것이 대표적인 정황으로 제시된다. 지난 반 세기 동안 장원제의 변화는 농노제를 약화시켰고, 농민들은 약화된 농노제가 복구되기를 원하지 않았다는 것이다.

### 종교개혁설
이 시대는 모든 사회의 위계질서를 이루는 모든 계급 — 농노, 도시민, 길드원, 자영농, 기사, 대귀족 등 — 이 기존 위계질서에 대한 의문을 품기 시작한 시대였다. 예컨대 1501년에서 1513년 사이에 작성된 『백장본』(Book of One Hundred Chapters)을 보면 기존 제도를 공격하고 농민의 미덕을 찬양하며 종교적 경제적 자유를 주장하고 있다. 독일농민전쟁으로부터 20여년 전에 발생한 분트슈 운동은 반권위주의적 사상을 표현하고 또한 그 사상이 지리적으로 다른 지역으로 확산될 수 있는 방안을 보여주었다.
이런 상황에서 루터의 종교개혁은 새로운 긴장을 더했다. 종교개혁이 이런 긴장을 만들어낸 것은 아니다. 종교개혁과 독일농민전쟁은 같은 시기에 일어났지만 서로 독립적인 별도의 사건이었다. 그러나 루터가 주장하고 나선 만인사제설은 루터가 의도한 범위를 넘어선 더욱 거대한 사회적 평등으로 해석될 소지가 있었다. 루터는 열정적으로 농민전쟁을 반대했고, 「살인마 도둑떼 농민들에 맞서」라는 논고를 쓰면서 미친개와 같은 농민들을 때려죽이지 않으면 농민들에게 맞아죽을 것이라고 잔혹한 진압을 독려했다.
역사학자 롤런드 베인턴은 독일농민전쟁이 로마 천주교회를 때리는 루터의 개신교 종교개혁의 수사에 몰입한 격변으로서 시작되었으나, 당시의 경제적 긴장으로 인해 협소한 종교적 한계를 뛰어넘을 수 밖에 없었던 것이라고 해석했다.

### 계급투쟁설
프리드리히 엥겔스가 주장한 설이다. 엥겔스는 『독일 농민전쟁』에서 신흥도시계급이 군주권력 앞에서 스스로의 자율성을 주장하지 못하고 농촌무산계급과 통일된 전선을 구축하지 못함으로써 농촌무산계급이 처절한 실패를 맛본 사건으로 독일농민전쟁의 성격을 규정했다.

## 기의
1524년 수확철, 슈바르츠발트 남쪽의 슈튈링겐에서, 루펜 백작부인이 농노들에게 실패로 쓸 달팽이 껍데기를 모아 오라고 명령했다. 며칠 사이 1,200 명의 농민이 모여 자신들의 불만사항을 목록으로 작성하고, 그들 가운데 장교를 뽑고, 기치를 올렸다. 이후 불과 몇 주 사이 서남독일 대부분의 지역이 공공연한 반란 상태에 들어갔다. 봉기는 슈바르츠발트로부터 라인강을 따라 콘스탄체호, 슈바반 고지, 다뉴브강 상류, 바이에른, 티롤까지 이어졌다.
1525년 2월 16일, 메밍겐 자유시에 딸린 25개 촌락이 반란을 일으키고 시참사회의 치안관들에게 경제조건과 전반적인 정치적 상황의 개선을 요구했다. 촌락의 농민들은 부채노역, 토지이용, 숲과 공유지의 지역권 문제, 예배와 수금에 관한 종교적 요구사항 등을 호소했다. 시참사회는 문제해결을 위해 촌락민들로 구성된 위원회를 설치했고, 농민들이 세세하고 사소한 요구사항들을 열거해서 전달하리라 예상했다. 그러나 예상 밖에도 농민들은 농민-도시 관계의 기둥뿌리를 때리는 정갈한 선언서를 내놓았다. 농민들의 고충을 명확하고 일관되게 기초한 12개 조항의 정강이 나온 것이다. 시참사회는 농민들의 요구 대부분을 거부했다. 역사학자들은 메밍겐에서 제기된 개혁안이 이후 상슈바벤 서약동맹에서 발표한 12개조 정강의 기초가 되었을 것이라고 생각한다.
슈바벤 동맹의 1개 파견군(기병 200 기, 보병 1,000 명 정도)으로는 진압할 수 없을 정도로 사태가 커져 있었다. 해가 바뀌어 1525년이 되면 슈바르츠발트, 브라이스가우, 헤가우, 준트가우, 엘자스에서만도 기병 300 기와 보병 3,000 명이 동원되어야 했다.

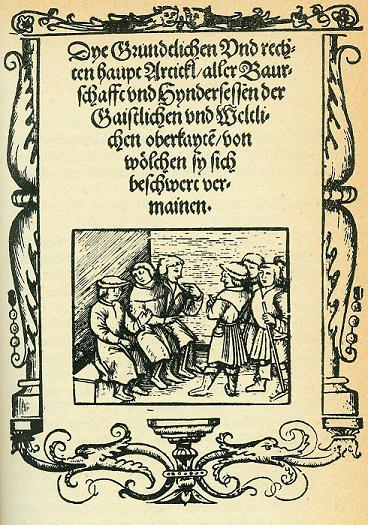
『12개조』 속표지.

1525년 3월 6일, 슈바벤 동맹의 진압에 대응하는 공동의 대의를 논의하기 위해, 상슈바벤 지역의 농민군 연대들의 대표자 50여 명이 메밍겐에 모였다. 하루 동안의 어려운 협상 끝에, 그들은 상슈바벤 서약동맹이라는 기독교연맹의 출범을 선포했다. 농민들은 3월 15일과 3월 30일 재차 메밍겐에서 모였고, 추가적인 심의를 거쳐 12개조 정강과 동맹령을 채택했다. 편상화, 즉 분트슈를 그린 기가 서약동맹의 상징으로 내걸렸다. 12개조 정강은 이후 2개월간 25,000부 이상 인쇄되었고, 독일 전역에 빠르게 퍼짐으로써 근대화가 어떻게 농민군에게 도움이 될 수도 있었는지 예증했다.
12개조 정강은 목회자의 임금을 삭감하고, 그 차액으로 남은 대십일조를 공공목적으로 활용할 수 있게 할 것을 요구했다. 대십일조란 천주교회에서 밀과 포도에 매긴 십일조로서 성경에 직접적으로 언급되어 있는 십일조를 말하며, 농민들의 수입의 10% 이상을 떼어갔다. 또한 12개조 정강은 밀과 포도 이외의 작물에 매기는 소십일조는 성경에 직접적으로 언급되어 있지 않으므로 아예 폐지할 것을 요구했다. 그러나, 마르틴 루터와 같은 당시의 종교개혁가들은 이런 요구를 하는 토마스 뮌처를 포함한 농민들을 향해 “도둑놈들”이라고 비난하며 지지는 커녕 오히려 귀족편을 들어 진압하도록 하였다.
그 밖에 12개조 정강에서는 농노제와 사망세를 철폐할 것, 농민의 어로권과 수렵권의 복권할 것, 귀족들이 사유화한 공유림과 공유지를 환원할 것, 과중한 노동과 세금 및 지대를 규제할 것, 자의적 사법과 행정에 종지부를 찍을 것을 요구했다.

## 진행

### 켐프텐 반란
켐프텐임알게우는 바이에른이 뷔르템베르크 및 오스트리아와 경계를 이루는 지역인 알게우의 중요 도시였다. 8세기 초에 켈트족 수도사들이 켐프텐 수도원을 세웠고, 1213년 신성로마황제 프리드리히 2세가 켐프텐 수도원장에게 공작 작위를 내렸다. 1289년에는 합스부르크의 루돌프 1세가 일러강을 사이에 두고 켐프텐 수도원 맞은편에 형성된 도시에 특권을 부여하여 자유제국도시로 만들어 주었다. 1525년에는 수도원장의 재산권이 자유시 측에 판매되어 강을 사이에 두고 두 개의 도시가 공존하게 되었다. 켐프텐은 이렇게 층층이 지배구조가 형성된 곳이었는데, 농민전쟁 당시 수도원에 예속된 농민들이 반란을 일으켜 수도원을 약탈하고 도시 쪽으로 이동했다.

### 라이프하임 전투
1525년 4월 4일, 라이프하임 근교에서 5000 명의 농민들이 라이프하임 연대(Leipheimer Haufen)로 모여서, 울름시에 대항해 봉기했다. 라이프하임 연대는 5개 중대로 구성되어 있었고, 라이프하임 시민도 25명 정도 참여했다. 슈바벤 동맹의 수색대는 발트부르크에게 농민들이 대포와 중무장을 갖추고 있다고 보고했다. 농민들은 캐넌포와 산탄을 가지고 병력수는 3000-4000 명에 달했다. 농민군은 비버강 동안에 유리한 위치를 잡았다. 왼쪽에는 소림이 있었고, 오른쪽에는 시냇물 하나와 소택지가 있었다. 후방에는 바겐부르크를 축성했고, 아르케부스로 무장했다.
발트부르크는 농민들과 협상하는 척 하면서 유리한 위치로 병력을 이동시켰다. 주력부대는 라이프하임 방면으로 대치를 계속하면서, 기병대 일부를 분리해서 도나우강을 건너 엘힝겐으로 보냈다. 이 기병 분견대는 1200명 정도의 별개의 농민군과 조우했고, 전투하여 농민 250명을 포로로 잡았다. 같은 시점, 발트부르크가 협상을 파토내자 농민군 쪽에서 일제사격을 가했다. 발트부르크는 경기병대와 보병 일부를 앞세워 주력부대를 진군시켰다. 발트부르크의 진압군은 기병 1500 기, 보병 7000명, 대포 18문에 달했다. 이 규모를 본 농민군은 후퇴하기 시작했다. 4000여명 중 라이프하임시에 도달한 것은 2000여명이었고, 나머지는 도나우강을 건너 탈출하려다 400명이 익사했다. 또한 추가적으로 500명이 발트부르크의 기병대에 붙잡혔다. 이 전투가 독일농민전쟁의 첫 대규모 전투였다. 1994년, 라이프하임 근교에서 집단매장지가 발굴되었는데, 유골 대부분이 머리에 상처를 입고 죽었고, 함께 발굴된 주화들이 이 시기에 발행된 것이었다.(Miller 2003, 21쪽)

## 평가
프리드리히 엥겔스는 독일농민전쟁을 계급투쟁으로 해석하였다. 또한 마르크스주의 역사학자들도 뮌처의 독일농민전쟁에 대해 사회주의 혁명의 전통이 뮌처에게서 시작되었다고 말하고 있다.

## 같이 보기
- 민란
- 만국의 노동자여, 단결하라!

## 참고 문헌
- Bainton, Roland H. (1978). 《Here I Stand: A Life of Martin Luther》. Nashville: Pierce & Smith Company. 76, 202, 214–22쪽.
- Bercé, Yves-Marie (1987). 《Revolt and revolution in early modern Europe: an essay on the history of political violence》. 번역 Bergin, Joseph. Manchester: Manchester University Press. 154쪽. ISBN 9780719019678.
- Blickle, Peter (1981). 《The Revolution of 1525: The German Peasants War from a New Perspective》. 번역 Brady, Thomas A., Jr; Midelfort, H. C. Baltimore: Johns Hopkins University Press.
- Bok, Janos. The German Peasant War of 1525 (The Library of Peasant Studies : No. 3) (1976) excerpt and text search
- Engels, Friedrich (1978) [1850]. 〈The Peasant War in Germany〉. 《Marx & Engels Collected Works》 10. New York: International Publishers. 59–62, 402–405, 451, 691쪽. (web source (1850 edition))
- Klassen, Peter J. (1979). 《Europe in Reformation》. Englewood, Cliffs, New Jersey: Prentice-Hall. 57쪽.
- Lins, J. (1908). 〈Cologne〉. 《가톨릭 백과사전》 4. 뉴욕: 로버트 애플턴 사.
- Lucas, Henry S. (1960). 《The Renaissance and the Reformation》. New York: Harper & Row. 448쪽.
- Menzel, Wolfgang (1848–1849). 《The history of Germany, from the earliest period to the present time》. 번역 Horrocks, Mrs. George. London: H. G. Bohn. 239쪽., Volume One, Volume Two, Volume Three
- Miller, Douglas (2003). 《Armies of the German Peasants' War 1524–1526.》. Oxford: Osprey Publishing. 4, 6–8, 10, 11, 13, 20, 21, 33–35쪽.
- Ozment, Steven (1980). 《The age of reform 1250–1550: an intellectual and religious history of late medieval and reformation Europe》. New Haven: Yale University Press. ISBN 978-0-300-02760-0.
- Pollock, James K.; Thomas, Homer (1952). 《Germany in Power and Eclipse》. London: D. Van Nostrand. 483쪽.
- Scott, Tom (1986). 《Freiburg and the Breisgau: Town-Country Relations in the Age of Reformation and Peasants' War》. Oxford: Clarendon Press. ISBN 9780198219965.
- Scott, Tom (1989). 《Thomas Müntzer: Theology and Revolution in the German Reformation》. London: Macmillan. ISBN 978-0-33346-498-4.
- Strauss, Gerald, 편집. (1971). 《Manifestations of Discontent in Germany on the Eve of the Reformation》. Bloomington, Illinois: University of Illinois Press.
- Wolf, John B. (1962). 《The Emergence of European Civilization》. New York: Harper & Row. 47,147쪽.
- Zagorín, Pérez (1984). 《Rebels and rulers, 1500–1660》. Cambridge and New York: Cambridge University Press. 187, 188, 190쪽. ISBN 978-0-521-28711-1.
- Wilhelm, Joseph (1907). 〈Hussites〉. 《가톨릭 백과사전》 2. 뉴욕: 로버트 애플턴 사.